# Слєсаренко Сергій Володимирович
Слєсаренко Сергій Володимирович (нар. 23 лютого 1963, Дніпропетровськ) — український лікар-комбустолог, доктор медичних наук (1996), професор (2006), винахідник.

## Життєпис
1986 року закінчив лікувальний факультет Дніпропетровського медичного інституту). 1990 року захистив кандидатську дисертацію, 1996 року — докторську. З 1986 по 1988 рр. — клінічна ординатура з хірургії. З 1988 по 2000 рр. лікар-хірург опікового відділення, за сумісництвом хірург ургентного хірургічного відділення. З 2000 року завідувач опікового відділення центру термічної травми та пластичної хірургії КЗ «Дніпровська міська клінічна лікарня № 2».

## Наукова робота
Автор і співавтор 240 наукових робіт в спеціалізованих журналах і збірниках, 3 монографій та 2 підручників, та 21 винаходу, які захищені авторськими свідоцтвами — 10 і патентами України — 11.
Розробник низки способів здійснення пластики перфорантними клаптями[значущість факту?].